# Квартальный поручик
Квартальный поручик — полицейская должность Российской империи, помощник квартального надзирателя. По Уставу благочиния (1782) избирался на 3 года жителями квартала. Должность соответствовала 12 (в столицах 11) классному чину. (См. табель о рангах). Если претендент имел более высокий классный чин, то он ему оставлялся. Старший квартальный поручик, пройдя аттестацию, мог стать квартальным надзирателем.